# 埃屈蒂尼
埃屈蒂尼（法語：Écutigny，法語發音：[ekytiɲi]）是法国科多尔省的一个市镇，属于博讷区。

## 地理
埃屈蒂尼（47°5'4"N, 4°37'19"E）面积5.69 平方千米，位于法国勃艮第-弗朗什-孔泰大區科多尔省，该省份为法国中东部省份，北起奥布省，西接涅夫勒省和约讷省，南至索恩-卢瓦尔省，东南接汝拉省，东临上索恩省，东北部与上马恩省接壤。
与埃屈蒂尼接壤的市镇（或旧市镇、城区）包括：乌什河畔吕西尼、索塞、托米雷、维克代普雷、贝塞拉库尔、蒙索和埃沙尔南。

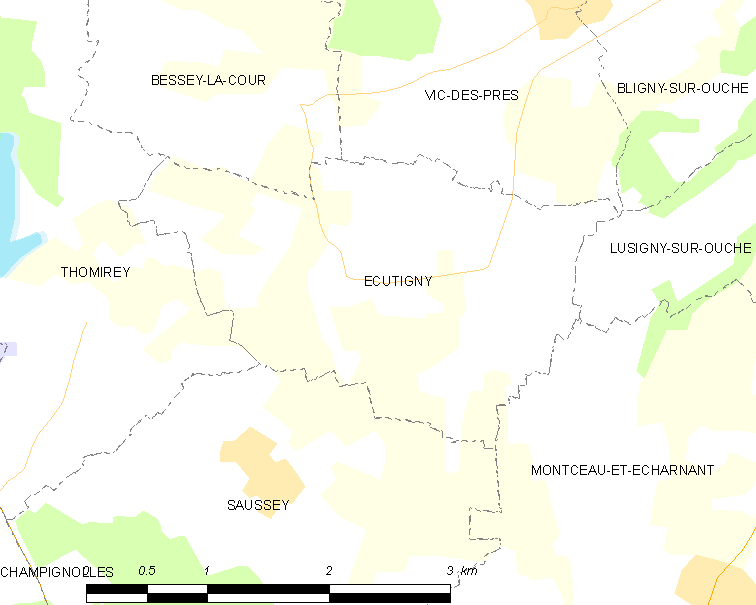
埃屈蒂尼的OSM定位图

埃屈蒂尼的时区为UTC+01:00、UTC+02:00（夏令时）。

## 行政
埃屈蒂尼的邮政编码为21360，INSEE市镇编码为21243。

## 政治
埃屈蒂尼所属的省级选区为阿尔奈勒迪克县。

## 人口

1962-2008年间埃屈蒂尼人口变化图示

埃屈蒂尼于2022年1月1日时的人口数量为79人。